# Gran Premio Industria e Commercio di Prato 1961
Il Gran Premio Industria e Commercio di Prato 1961, sedicesima edizione della corsa, si svolse il 20 agosto 1961 su un percorso di 232 km, con partenza e arrivo a Prato. La vittoria fu appannaggio del belga Gilbert Desmet, che completò il percorso in 6h07'00", alla media di 37,929 km/h, precedendo l'italiano Giancarlo Manzoni e lo spagnolo Miguel Poblet.

## Ordine d'arrivo (Top 10)
| Pos. | Corridore         | Squadra        | Tempo    |
| ---- | ----------------- | -------------- | -------- |
| 1    | Gilbert Desmet    | Carpano        | 6h07'00" |
| 2    | Giancarlo Manzoni | Legnano        | s.t.     |
| 3    | Miguel Poblet     | Ignis          | a 0'45"  |
| 4    | Rino Benedetti    | Ignis          | s.t.     |
| 5    | Angelo Conterno   | Baratti-Milano | s.t.     |
| 6    | Adriano Zamboni   | Molteni        | s.t.     |
| 7    | Bruno Mealli      | Bianchi        | s.t.     |
| 8    | Diego Ronchini    | Carpano        | s.t.     |
| 9    | Luigi Zanchetta   | Atala          | s.t.     |
| 10   | Nino Defilippis   | Carpano        | s.t.     |